# Пикс, Рихард
Рихард Пикс (латыш. Rihards Pīks; род. 31 декабря 1941) — кинооператор, кинорежиссёр, латвийский государственный и общественный деятель.

## Биография
Родился 31 декабря 1941 года в Риге. Начинал карьеру с самых нижних ступеней, был подсобным рабочим на киностудии, ассистентом оператора, оператором документальных и игровых фильмов 1959—1987. В 1971 году заочно окончил операторский факультет ВГИКа (мастерская А. Симонова), в 1979 — Высшие курсы сценаристов и режиссёров в Москве (мастерская Александра Митты). Директор Рижской киностудии 1987—1990. Руководитель Национального киноцентра 1990—1993, после возглавил SIA «Baltic Cinema» (1993—1995). В 1995—1996 заместитель председателя Латвийского национального телевидения и радио. Министр культуры Латвии (1996—1997). 1998—2004 депутат Сейма от Народной партии, заместитель председателя Сейма в 1999—2002. Председатель иностранной комиссии Сейма и Министр иностранных дел Латвийской Республики в кабинете Индулиса Эмсиса (2004). С этого же года до 2009 года депутат Европарламента. С 1999 года — основатель и бессменный руководитель «Центра политического просвещения».

## Фильмография
- 1965 — Двое / Divi — оператор
- 1969 — Белые дюны / Baltās kāpas — оператор
- 1970 — Стреляй вместо меня / Šauj manā vietā — оператор
- 1972 — Петерс / Peterss — оператор
- 1973 — Ключи от города / Pilsētas atslēgas — оператор
- 1974 — Первое лето — оператор
- 1975 — Ключи от рая / Paradīzes atslēgas — оператор
- 1976 — Быть лишним / Liekam būt — оператор
- 1979 — Удар / Sitiens — режиссёр
- 1981 — Не будь этой девчонки… / Ja nebūtu šī skuķa… — режиссёр
- 1983 — Выстрел в лесу / Šāviens mežā — режиссёр
- 1984 — Мой друг Сократик / Mans draugs Sokrātiņš — оператор
- 1986 — Двойник / Dubultnieks — режиссёр